# Impulse (Theaterfestival)
Das Impulse Theater Festival (bis 2011 Festival Impulse, 2013 Impulse Theater Biennale, seit 2012 Impulse Theater Festival) stellt seit 1990 herausragende Produktionen der Freien Darstellenden Künste vor, die im deutschsprachigen Raum entstanden sind. Hauptverantwortlich veranstaltet vom NRW KULTURsekretariat, hat es sich rasch zum wichtigsten bundesweiten Festival für zeitgenössisches Freies Theater entwickelt. Es fand im Laufe seiner Geschichte in unregelmäßigen Abständen in unterschiedlichen Städten in NRW statt, seit 2015 wieder im jährlichen Rhythmus in den Städten Düsseldorf, Köln und Mülheim an der Ruhr.
Um Solidarität unter freien Gruppen zu fördern und Chancen im Bereich des Freien Theaters zu ermöglichen, initiierten Udo Balzer, Leiter der Mülheimer Theatertage, und Hans-Georg Küppers, Leiter des Kulturamtes der Stadt Mülheim an der Ruhr, zusammen mit Dietmar N. Schmidt, Direktor des NRW KULTURsekretariats, 1990 das Festival. Schmidt leitete das Festival bis einschließlich 2005, darauf folgten Matthias von Hartz und Tom Stromberg als Doppelleitung (2007–2011) sowie Florian Malzacher (2013–2017). 2018 wurde Haiko Pfost zum künstlerischen Leiter berufen, der das Impulse Theater Festivals bis 2024 verantwortet. Ab 2025 leitet die Berliner Dramaturgin Franziska Werner als erste Frau in dessen Geschichte das Festival. 

## Geschichte

### 1990 bis 2005
1990 initiierten Udo Balzer, Leiter der Mülheimer Theatertage, und Hans-Georg Küppers, Leiter des Kulturamtes der Stadt Mülheim an der Ruhr, zusammen mit Dietmar N. Schmidt, Direktor des NRW KULTURsekretariats, Wuppertal, das Theaterfestival Impulse. Gründungsidee war, der noch jungen Tradition freier, d. h. unabhängig und professionell produzierter, Theaterkunst durch ein „Best-Of-Festival“ größere Aufmerksamkeit und Resonanz zu verschaffen. Damit übernahm ein vor allem kommunal im Bundesland NRW verankerter Träger eine Initiative für freies zeitgenössisches Theater aus dem gesamten deutschsprachigen Raum: Einmal im Jahr sollten herausragende Theaterproduktionen freier Gruppen und Theater, die von einer Fachjury ausgewählt worden waren, gebündelt präsentiert und prämiert werden. Das gesamte Programm wurde mit jeweils mindestens einer Vorstellung in bis zu acht Städten in NRW gezeigt, darunter Düsseldorf, Bochum, Köln, Mülheim an der Ruhr, Wuppertal. Unter Schmidts Leitung bis 2005 zeichneten unabhängige/eigens zusammengestellte Fachjurys die jeweils „beste“ Theaterarbeit aus, unter anderem begleitet von einem speziell gestalteten Pokal.

### 2007 bis 2011
Nachdem der Musikwissenschaftler Christian Esch 2004 die Leitung des NRW KULTURsekretariat übernommen hatte, wurden der Intendant und Kulturproduzent Tom Stromberg sowie der Regisseur und Festivalkurator Matthias von Hartz zu den künstlerischen Leitern des Festivals Impulse berufen. Im nunmehr zweijährigen Rhythmus präsentierte das Festival neue ästhetische und inhaltliche Positionen des Freien Theaters aus Deutschland, Österreich und der Schweiz. Das Programm wurde auf der Grundlage von Vorschlägen und Voten von „Regional-Scouts“ ausgewählt. Der Wettbewerbscharakter wurde durch verschiedene Preisformate mit unterschiedlichen Jurys verstärkt. Die Konzeption Strombergs und von Hartz’ orientierte sich an der Idee, den Produktionen der Freien Darstellenden Künste nicht nur zu größerer Bekanntheit zu verhelfen, sondern ganz konkret zu Gastspielen und Tourneen. Dazu wurde z. B. ein Besucherprogramm für internationale Kuratoren aufgelegt, durch das gezielt die internationale Vermarktung der gezeigten Produktionen und der deutschen Szene vorangetrieben werden sollte. Neu eingeführt wurde auch das Programm Special Guests, im Rahmen dessen beispielhafte internationale Theaterproduktionen für eine breiter aufgestellte Diskursbildung eingeladen worden waren.

### Wettbewerb 1990 bis 2011
→ Hauptartikel: Liste der Preisträger des Impulse Theater Festival
Bis einschließlich 2011 wählte eine unabhängige Jury teilweise gemeinsam mit der künstlerischen Leitung die Teilnehmer-Produktionen des Festivals aus. Zudem begutachteten eigens zusammengestellte Preisjurys die gezeigten Arbeiten während des Festivals und vergaben verschiedene Preise. 2011 wurde in Erinnerung an den verstorbenen Festivalgründer der Dietmar N. Schmidt Preis für die beste künstlerische Einzelleistung im Wert von 1500 Euro vergeben.

### 2013 bis 2017
Von 2013 bis 2017 war der am Gießener Institut für angewandte Theaterwissenschaften ausgebildete Kurator und Autor Florian Malzacher für die Leitung des Festivals mit veränderter Konzeption berufen worden: Er gab den Wettbewerbsgedanken auf und setzte stattdessen auf ein kuratorisches Konzept zeitgenössischer thematischer und ästhetischer Fragestellungen. Die Auswahl- und Preisjury wurden abgeschafft, dafür unterstützten ein Open Call und ein künstlerischer Beirat die Programmierung.
Das Kernprogramm des Festivals bestand weiterhin aus rund zehn Einladungen herausragender Arbeiten von Künstlern mit Lebensmittelpunkt im deutschsprachigen Raum, die an mehreren Spielorten gezeigt wurden. Allerdings führte Malzacher auch ein „Festivalzentrum“ ein, dessen Standort über die Jahre von Spielort zu Spielort wanderte. Ergänzt wurde das Programm durch Auftragsarbeiten, die von internationalen Künstlern in den Partnerstädten entwickelt wurden – unter anderem von Yael Bartana, Phil Collins, Ahmet Öğüt, Lotte van den Berg, Nature Theater of Oklahoma, Public Movement, Chto Delat und Mårten Spångberg.
Seit 2015 findet das Festival als Impulse Theater Festival wieder jährlich statt und hat ein unabhängiges Kuratorium. Die Städte Düsseldorf, Köln und Mülheim an der Ruhr sind Mitveranstalter. Forum Freies Theater, Ringlokschuppen Ruhr und die studiobühneköln sind feste Partnerhäuser.  

### Ausrichtung und Konzept seit 2018
2018 übernahm Haiko Pfost die künstlerische Leitung des Festivals. Der Kurator und Dramaturg gestaltet das Festival seit der ersten von ihm verantworteten Ausgabe mit drei Programmschwerpunkten, die jährlich durch die Austragungsorte Köln, Düsseldorf und Mülheim an der Ruhr rotieren: „Showcase“, „Stadtprojekt“ und „Akademie“. Die institutionellen Partner und damit auch zentralen Spielstätten in den jeweiligen Städten sind der Ringlokschuppen Ruhr (Mülheim an der Ruhr), Forum Freies Theater (Düsseldorf) und die studiobühneköln (Köln).
Im „Showcase“ werden die vom Impulse-Beirat ausgewählten Gastspiele gezeigt. Präsentiert werden „herausfordernde Arbeiten, die eine Vielfalt unterschiedlicher Theaterformen und Ästhetiken repräsentieren und gerade in dieser Vielfalt modellhaft für die Freie Szene sind.“ Der Beirat besteht aus künstlerischer Leitung und Dramaturgie der Impulse, regionalen Scouts und einem Publikumsscout des jeweiligen Showcase-Partners. Damit ist das Impulse Theater Festival seit 2018 wieder ein juriertes Festival.
Das „Stadtprojekt“ bringt sich in den lokalen Kontext der jeweiligen Stadt ein und setzt sich mit Akteuren vor Ort auseinander. Beleuchtet werden brennende gesellschaftliche Fragestellungen, die von eingeladenen Künstlern bearbeitet werden.
2018 trug das Stadtprojekt den Titel „Wenn die Häuser Trauer tragen“. Künstler inszenierten ein Abschiedsritual vom Wilhelm-Marx-Haus in der Düsseldorfer Innenstadt, das kurz darauf von städtischer in private Hand überging, weshalb die dort beheimateten soziokulturellen Räume, darunter auch das FFT Juta, das Haus verlassen mussten. 2019 ging es in „Angstraum Köln“ darum, sichtbar zu machen, wie Ängste im gesellschaftlichen Diskurs instrumentalisiert werden. Besondere mediale Aufmerksamkeit erreichte dabei das Projekt „Sie spritzt, er spritzt“, eine monumentale Leuchtreklame am Kölner Neumarkt. 2020 sollte das Stadtprojekt „Die Große Schere/Eigentum verpflichtet e. V.“ auf die wachsende Spaltung von Arm und Reich aufmerksam machen. Die Arbeit wurde aufgrund der Corona-Pandemie in der Festivalausgabe 2021 weitergeführt.
Die „Akademie“ versteht sich als Ort der „Selbstverständigung des Freien Theaters“. In „Workshops, Vorträgen, Panels und experimentellen Formaten“ werden Fragen zu Produktion und Ästhetik des Freien Theaters besprochen, meist mit einem politischen Ansatz. Die Veranstaltungen richten sich an Theaterschaffende, Studenten und Wissenschaftler sowie an Theaterproduzenten. Jedes Jahr gibt es in dieser Programmsäule zwei unterschiedliche Themenschwerpunkte.
So ging es 2018 thematisch um „Freies Theater zwischen Ortsbezug und internationaler Koproduktion“ und um den „Zusammenhang von Methode und Ästhetik im Freien Theater“; 2019 beschäftigten sich die Akademien mit den Themen „Freies Theater zwischen Rechtsruck, Identitätspolitiken und Selbstverantwortung“ und „Freies Theater zwischen Ermächtigung und Selbstoptimierung“.
2020 sollte „ein performatives Archiv des Freien Theaters“ entstehen. Das Vorhaben musste aufgrund der Corona-Pandemie in das Folgejahr verschoben werden. Der zweite Akademieschwerpunkt dieser Festivalausgabe – „Soziale Herkunft und Freies Theater“ – fand als digitales Konferenzprogramm statt. 2021 wurde die Akademie zum performativen Archiv des Freien Theaters nachgeholt. In einer zweiten Akademie ging es um „Theatrale Gemeinschaft, Protest und internationale Zusammenarbeit in einer körperlosen Zeit“.
Die Rotation der drei Programmsäulen im Überblick:
- 2018: Showcase in Mülheim an der Ruhr, Stadtprojekt in Düsseldorf, Akademie in Köln
- 2019: Showcase in Düsseldorf, Stadtprojekt in Köln, Akademie in Mülheim an der Ruhr
- 2020 (digitale Festivalausgabe aufgrund der Corona-Pandemie): Showcase in Köln, Stadtprojekt in Mülheim an der Ruhr, Akademie in Düsseldorf
- 2021 (hybride Festivalausgabe aufgrund der Corona-Pandemie; Wiederholung der Rotation aus 2020): Showcase in Köln, Stadtprojekt in Mülheim an der Ruhr, Akademie in Düsseldorf
- 2022: Showcase in Mülheim an der Ruhr, Stadtprojekt in Düsseldorf, Akademie in Köln